# Cenizas
Cenizas (en inglés Ashes) es un relato de horror del autor estadounidense H. P. Lovecraft escrito en colaboración con C. M. Eddy Jr. Fue publicado en la edición de marzo de 1924 de la revista Weird Tales.

## Argumento
La trama gira en torno al experimento de un profesor de química.

## Edición en castellano
- Lovecraft, Howard Phillips (2013, reedición 2019). Más allá de los eones y otras historias en colaboración (José María Nebreda, trad.). Gótica 91. Madrid: Valdemar. ISBN 978-84-7702-895-6.

- Datos: Q88679827